# Hylodes amnicola
Espèce
Statut de conservation UICN

 DD  : Données insuffisantes
Hylodes amnicola est une espèce d'amphibiens de la famille des Hylodidae.

## Répartition
Cette espèce est endémique de la Serra do Ibitipoca à Lima Duarte dans l'État du Minas Gerais au Brésil. Elle se rencontre à environ 1 400 m d'altitude,.

## Description
Hylodes amnicola mesure de 25 à 28 mm pour les mâles et de 26 à 31 mm pour les femelles. Son dos varie du brun clair au gris avec des taches plus ou moins visibles. Son ventre varie du crème au blanc avec des réticulations crème ou blanches.
Les têtards mesurent jusqu'à 54 mm dont environ 19 mm pour le corps. Leur disque oral est dirigé vers le bas.

## Étymologie
Son nom d'espèce, du latin amnicola, « habitant des ruisseaux », lui a été donné en référence à son habitat.

## Publication originale
- Pombal, Feio & Haddad, 2002 : A new species of torrent frog genus Hylodes (Anura: Leptodactylidae) from southeastern Brazil. Herpetologica, vol. 58, no 4, p. 462-471 (texte intégral).